# ميكائيل سيجفريد
ميكائيل سيجفريد (18 فبراير 1988 بسويسرا - ) هو لاعب كرة قدم سويسري في مركز الدفاع. لعب مع نادي بيل-بيين ونادي ثون وFC Breitenrain Bern ‏.

## وصلات خارجية
- ميكائيل سيجفريد على موقع قاعدة بيانات كرة القدم.إي يو (الإنجليزية)
- ميكائيل سيجفريد على موقع Soccerway.com (الإنجليزية)
- ميكائيل سيجفريد على موقع عالم كرة القدم.نت (الإنجليزية)
- ميكائيل سيجفريد على موقع AS.com (الإسبانية)